# Pseudotachylit

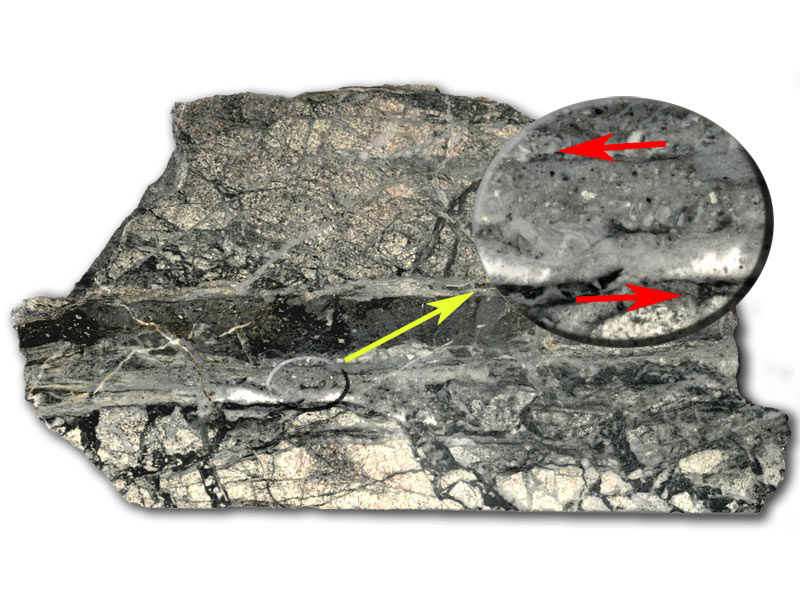
Pseudotachylit vom Rochechouart-Impakt-Krater

Ein Pseudotachylit ist ein ultrafein gekörntes, glasartig aussehendes Material, das üblicherweise dunkel gefärbt ist und in Form von dünnen, planaren Adern oder als Matrix in einem brekzienartig zertrümmerten Muttergestein auftritt. Äußerlich ist ein Pseudotachylit einem schwarzen Basaltglas (Tachylit) oder dunklem Feuerstein ähnlich.

## Entstehung
Beim Versatz von Gesteinseinheiten an einer tektonischen Störung in den oberen, spröden Bereichen der Erdkruste werden Minerale und Mineralaggregate durch die gegenseitige reibende und kriechende Bewegung an der Störungsfläche mechanisch zerkleinert. Bei diesem Prozess werden die betroffenen Gesteinspartien normalerweise zu Kataklasiten oder Kakiriten umgewandelt. Bei sehr hohen Bewegungsraten werden durch die Reibung jedoch lokal Temperaturen bis 1000 °C erreicht, die zur Bildung von Gesteinsschmelzen führen. Bei rascher Abkühlung bilden sich keine Kristalle, sondern die Schmelze erstarrt zu einem amorphen Gesteinsglas. Es tritt meist in Form dünner Gänge innerhalb von Kataklasiten auf.
Unabhängig von dieser Genese ist eine zweite Gruppe von Pseudotachyliten, die im Zusammenhang mit Impaktstrukturen stehen, und deren Entstehung auf Stoßwellen-Metamorphose zurückzuführen ist.

## Klassifikation
Tektonisch entstandener Pseudotachylit gehört zur Gruppe der Ultrakataklasite, der durch Stoßwellen-Metamorphose entstandene zur Gruppe der Impaktite.